# Miles Aldridge
Miles Aldridge (Londra, 29 settembre 1964) è un fotografo e artista britannico, celebre nel campo della moda per le sue immagini surreali a colori eccentrici che raccontano, in una composizione spesso cinematografica, un universo femminile lussuoso ed esasperato.

## Biografia
Miles è figlio di Alan Aldridge, illustratore e direttore artistico che disegnò le copertine dei dischi dei Beatles e dei Rolling Stones, e fratello delle modelle Saffron, Lily e Ruby Aldridge. Da piccolo frequentava regolarmente Elton John ed Eric Clapton, che lo andava a prendere a scuola. Cresciuto in un ambiente familiare eccentrico, tra tradizione e anticonformismo, da adolescente attraversa una fase punk e una rockabilly. Per diventare come suo padre ha studiato illustrazione al Central St Martins College of Art and Design a Londra e fatto il regista di video musicali. Divenne fotografo per una coincidenza fortunata a metà degli anni Novanta, quando fece un book per la sua ragazza che aveva intenzione di diventare modella. Al British Vogue piacquero le sue foto e così iniziò la sua carriera.

## Carriera
Aldridge ha collaborato con numerose testate editoriali di moda quali Vogue, Numéro, The New York Times, V Magazine, GQ, Harper's Bazaar, The New Yorker, The Face, e ha lavorato per noti stilisti fra cui Giorgio Armani, Karl Lagerfeld, Yves Saint Laurent e Paul Smith. Le sue opere sono state esposte in tutto il mondo ed esibite in spettacoli di gruppo, per esempio la Art Photo Expo di Amsterdam; inoltre alcuni pezzi sono conservati permanentemente presso la National Portrait Gallery, il Victoria and Albert Museum e l'International Center of Photography di New York. Ogni scatto è stimato tra i € 2.782,11/€ 3.894,95 e oltre.
È molto attivo nell'ambito pubblicitario, dove ha collaborato con Longchamp, MAC Cosmetics, Sergio Rossi, Chantal Thomass, Carolina Herrera, L'Oréal, Lavazza, Cartier Mercedes, e altri marchi.
Aldridge è anche autore di libri fotografici che spesso presenta durante le esibizioni. Fra i più popolari The Cabinet, con un'introduzione di Marilyn Manson (2007); Acid Candy con prefazione di Glenn O’Brien (2008); Pictures for Photographs (2009); I Only Want You To Love Me (2013), edito da Rizzoli, e il recente progetto Zero Zero Volume 02 realizzato insieme a Nicola Formichetti.

## Stile
Influenzato dalle pellicole dei registi visionari David Lynch e Federico Fellini, dal lavoro ispiratore del fotografo Richard Avedon e dalle illustrazioni psichedeliche di suo padre Alan Aldridge, Miles fa delle donne, il colore e gli spazi, la sua cifra stilistica.
Energico, a tratti eccessivo, lo stile di Aldridge racconta, attraverso statuarie silhouette femminili, le storie intense di donne fuori dal comune, mogli, mamme, e prostitute frustrate, sole e annoiate in un universo tanto artefatto e lussuoso quanto drammatico e decadente. I suoi volti dallo sguardo fisso, cristallizzati in un eterno non-mutamento, rimandano a una serie di figure iconiche attraverso le quali Aldridge rappresenta la sua critica ai fenomeni sociali.
Le immagini surreali ed ipnotiche, sempre a colori innaturalmente saturi, svelano una composizione formale che sta a metà fra le fiabe ed i racconti gialli. Dietro ogni scatto ci sono un'ossessiva cura dei dettagli e un attento processo di pianificazione. Il punto di partenza è di solito un disegno. Aldridge è un grande appassionato di cinema, nel set delle sue complesse opere ispirate alla produzione di Hitchcock, Bergman, Lynch, Antonioni e Fellini, dispone innumerevoli particolari, spesso fuori posto o bizzarri, che suggeriscono a chi guarda un mistero se non da scoprire, almeno da supporre.
A livello tecnico Aldridge è uno dei pochi fotografi di moda che ancora scattano su pellicola e non su digitale. La foto quindi viene fatta sviluppare, stampare, e scansionare, e infine ritoccata attentamente con Photoshop.

## Vita privata
Miles Aldridge vive a Londra con i suoi quattro figli e la moglie, la top-model americana Kristen McMenamy nonché fonte di ispirazione. Si incontrarono durante un servizio fotografico per la rivista W. Il loro matrimonio fu celebrato nel 1997, Karl Lagerfeld accompagnò la sposa all'altare mentre Naomi Campbell fu damigella d'onore. Nell'aprile 2013, Kristen dopo sedici anni di matrimonio ha chiesto il divorzio per infedeltà coniugale.
Aldridge ha perso la madre Rita nel 1992 per neoplasia. Ha dichiarato che molte delle sue fotografie sono anche ispirate alla sua immagine.